# Rhynchozoon tristelidion
Rhynchozoon tristelidion är en mossdjursart som beskrevs av Tilbrook 2006. Rhynchozoon tristelidion ingår i släktet Rhynchozoon och familjen Phidoloporidae. Inga underarter finns listade i Catalogue of Life.